# Fondation pour la mémoire de l'esclavage
Pour les articles homonymes, voir FME.
La Fondation pour la mémoire de l'esclavage (FME) est une institution française dont la vocation est de soutenir des projets ayant trait à l'histoire et la recherche sur les traites, l'esclavage et leurs abolitions, la pédagogie, la mémoire et à sa transmission et la lutte contre le racisme et au dialogue interculturel.
Succédant au Comité national pour la mémoire et l'histoire de l'esclavage, (2004–2020), elle apporte un soutien permanent au Mémorial ACTe à Pointe-à-Pitre (Guadeloupe).

## Historique
Le 10 mai 2016, le président François Hollande annonce la création d'une « Fondation pour la mémoire des traites, de l'esclavage et de leurs abolitions », qui ne sera finalement pas créée dans le courant de l'année comme il l'avait annoncé. Lionel Zinsou, ancien Premier ministre du Bénin, préside la mission de préfiguration de cette fondation. 
Un an plus tard, François Hollande réitère le vœu que cette fondation soit mise en place par son successeur, et confie à Jean-Marc Ayrault, son ministre des Affaires étrangères, la présidence d'une nouvelle mission chargée de cette création. En avril 2018, le président Emmanuel Macron annonce la création officielle de la fondation pour le courant de l'année. Elle sera basée à l'hôtel de la Marine, où a été signé le décret d'abolition de l'esclavage le 27 avril 1848, et présidée par Jean-Marc Ayrault.
La fondation est reconnue comme établissement d'utilité publique le 12 novembre 2019.
Elle connait un certain nombre de dissensions en 2021. Celles-ci portent sur les modalités de la commémoration et le projet de mémorial.
En 2025, à l'occasion du bicentenaire de l'indemnité que la France imposa en 1825 à Haïti, son ancienne colonie, en échange de la reconnaissance de sa liberté, la Fondation publie une note consacrée à « La double dette d'Haïti (1825–2025) – Une question actuelle ». Dans ce document, elle demande à ce que la France s'engage dans la réparation de son passé esclavagiste.
Ce travail est le fruit d'une réflexion engagée par la Fondation en décembre 2024, à laquelle ont notamment pris part l'écrivaine haïtienne Yanick Lahens, le chef d'entreprise Bernard Hayot, l'historien réunionnais Prosper Eve, et la directrice scientifique du Musée d'histoire de Nantes, Krystel Gualdé, sur quatre thèmes de travail : la question internationale, les outre-mer, le racisme et les discriminations, les restitutions culturelles.

## Organisation

### Composition
Le groupement d'intérêt public du 5 mai 2017 réunit l'État, représenté par le Premier ministre et neuf ministres, la Banque de France à travers l'Institut d'émission des départements d'outre-mer, la Caisse des dépôts et consignations, le Conseil représentatif des Français d'outre-mer (CreFOM), la Fondation Esclavage et Réconciliation et l'association « La Route des Abolitions ».
Doté de moyens nouveaux apportés par l'État, le GIP fédère les acteurs de la mémoire de l'esclavage. Il doit travailler avec la Ville de Paris à la création d'un monument et d'un lieu muséal dédiés dans la capitale à cette mémoire et à son héritage. Pour mener à bien cette mission, Jean-Marc Ayrault a accepté de prendre la présidence du GIP. Il est accompagné par cinq personnes qualifiées : Doudou Diène, diplomate, initiateur des projets de routes interculturelles de l'UNESCO, Olivier Laouchez, PDG de Trace Urban, Leïla Sy, réalisatrice, Françoise Vergès, politologue, et Lionel Zinsou, économiste, ancien Premier ministre du Bénin,.
Chargée de mission à la FME depuis 2018, Aïssata Seck en devient la directrice en décembre 2023, succédant à Dominique Taffin.

### Présidents
| Période | Période  | Identité          | Image             | Qualité |
| ------- | -------- | ----------------- | ----------------- | --- |
| 2018    | En cours | Jean-Marc Ayrault | Jean-Marc Ayrault | Ministre des Affaires étrangères (2016–2017) Premier ministre (2012–2014) Député de la Loire-Atlantique (1986–2012 et 2014–2016) Maire de Nantes (1989–2012) Maire de Saint-Herblain (1977–1989) |

## Publications
- Lionel Zinsou (avec le concours de Marc-René Bayle), Mémoire de l'esclavage, devoir d'avenir : rapport de préfiguration de la Fondation pour la mémoire de l'esclavage de la traite et de leurs abolitions : rapport au Premier ministre, Paris, la Documentation française, coll. « Collection des rapports officiels », 2017, 155 p. (ISBN 978-2-11-145331-9 et 978-2-11-145413-2, lire en ligne).
- Florence Alexis et Jean Marie Théodat, Oser la liberté : figures des combats contre l'esclavage (exposition, Paris, Panthéon, 9 novembre 2023 – 11 février 2024, organisée par le Centre des monuments nationaux et la Fondation pour la mémoire de l'esclavage), Paris, Éditions du Patrimoine, 2023, 159 p. (ISBN 978-2-7577-0907-8).
- Anne Conchon (dir.), Myriam Cottias (dir.) et Alessandro Stanziani (dir.), Travail servile et dynamiques économiques XVIe – XXe siècle (colloque, Paris, siège du Ministère de l'Économie et des Finances, 15 – 16 décembre 2021, organisé par le Comité pour l'histoire économique et financière de la France  et la Fondation pour la mémoire de l'esclavage), Vincennes, Institut de la gestion publique et du développement économique (IGPDE), coll. « Histoire économique et financière de la France / Animation de la recherche », 2024, 314 p. (ISBN 978-2-11-162112-1 et 978-2-11-162121-3, DOI 10.4000/12na5, HAL hal-04839484, lire en ligne).